# Flujo Taylor-Couette
En dinámica de fluidos, el flujo de Taylor-Couette consiste en un fluido viscoso confinado en el espacio entre dos cilindros giratorios. Para velocidades angulares bajas, medidas por el número de Reynolds Re, el flujo es constante y puramente azimutal. Este estado básico se conoce como flujo circular de Couette, en honor a Maurice Couette, quien utilizó este dispositivo experimental como medio para medir la viscosidad. Sir Geoffrey Ingram Taylor investigó la estabilidad del flujo de Couette en un artículo innovador. El artículo de Taylor se convirtió en una piedra angular en el desarrollo de la teoría de la estabilidad hidrodinámica y demostró que la condición de no deslizamiento, que estaba en disputa por la comunidad científica en ese momento, era la condición límite correcta para los flujos viscosos en un límite sólido.

Configuración de un sistema Taylor-Couette

Taylor demostró que cuando la velocidad angular del cilindro interior aumenta por encima de cierto umbral, el flujo de Couette se vuelve inestable y surge un estado estable secundario caracterizado por vórtices toroidales axisimétricos, conocido como flujo de vórtice de Taylor. Posteriormente, al aumentar la velocidad angular del cilindro, el sistema sufre una progresión de inestabilidades que conducen a estados de mayor complejidad espacio-temporal, siendo el siguiente estado denominado flujo de vórtice ondulado. Si los dos cilindros giran en sentido opuesto, surge un flujo de vórtice en espiral. Más allá de cierto número de Reynolds, se produce la aparición de turbulencias.
El flujo circular Couette tiene amplias aplicaciones que van desde la desalinización hasta la magnetohidrodinámica y también en el análisis viscosimétrico. Se han categorizado diferentes regímenes de flujo a lo largo de los años, incluidos los vórtices de Taylor retorcidos y los límites de flujo de salida ondulados. Ha sido un flujo bien investigado y documentado en dinámica de fluidos.

## Descripción de flujo
Un flujo Taylor-Couette simple es un flujo constante creado entre dos cilindros coaxiales rotativos infinitamente largos. Dado que las longitudes de los cilindros son infinitamente largas, el flujo es esencialmente unidireccional en estado estable. Si el cilindro interior con radio {\displaystyle R_{1}} gira a velocidad angular constante {\displaystyle \Omega _{1}} y el cilindro exterior con radio {\displaystyle R_{2}} gira a velocidad angular constante {\displaystyle \Omega _{2}} como se muestra en la figura, entonces el componente de velocidad azimutal viene dado por:
{\displaystyle v_{\theta }=Ar+{\frac {B}{r}},\quad A=\Omega _{1}{\frac {\mu -\eta ^{2}}{1-\eta ^{2}}},\quad B=\Omega _{1}R_{1}^{2}{\frac {1-\mu }{1-\eta ^{2}}}}
{\displaystyle {\text{dónde}}\quad \mu ={\frac {\Omega _{2}}{\Omega _{1}}},\quad \eta ={\frac {R_{1}}{R_{2}}}}.

## Criterio de Rayleigh[5]
Lord Rayleigh estudió la estabilidad del problema con suposición no viscosa, es decir, perturbando las ecuaciones de Euler. El criterio establece que, en ausencia de viscosidad, la condición necesaria y suficiente para que la distribución de la velocidad azimutal {\displaystyle v_{\theta }(r)} sea estable es
{\displaystyle {\frac {d}{dr}}(rv_{\theta })^{2}\geq 0}
en todas partes en el intervalo; y, además, que la distribución es inestable si {\displaystyle (rv_{\theta })^{2}} debería disminuir en cualquier parte del intervalo. Dado que {\displaystyle |rv_{\theta }|} representa el momento angular por unidad de masa, de un elemento fluido alrededor del eje de rotación, una forma alternativa de establecer el criterio es: una estratificación del momento angular alrededor de un eje es estable si y solo aumenta monótonamente hacia afuera.

## Vórtice de Taylor

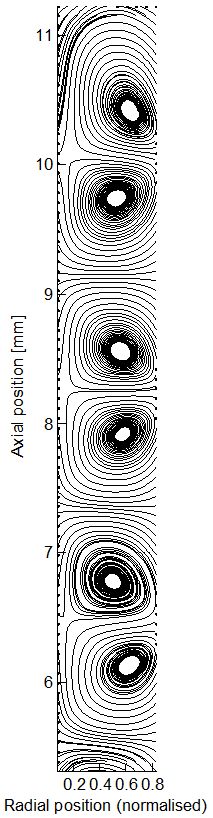
Líneas de corriente que muestran vórtices de Taylor-Couette en el plano radial-vertical, en Re = 950

Los vórtices de Taylor (también llamados así en honor a Sir Geoffrey Ingram Taylor) son vórtices que se forman en el flujo rotativo de Taylor-Couette cuando el número de Taylor ({\displaystyle \mathrm {Ta} }) del flujo excede un valor crítico {\displaystyle \mathrm {Ta_{c}} }.
Para flujo en el que
{\displaystyle \mathrm {Ta} <\mathrm {Ta_{c}} ,}
no hay inestabilidades en el flujo, es decir, las perturbaciones del flujo se amortiguan mediante fuerzas viscosas y el flujo es constante. Pero, a medida que {\displaystyle \mathrm {Ta} } supera {\displaystyle \mathrm {Ta_{c}} }, aparecen inestabilidades simétricas del eje. La naturaleza de estas inestabilidades es la de un intercambio de estabilidades (en lugar de una sobre estabilidad), y el resultado no es una turbulencia sino un patrón de flujo secundario estable que emerge en el que se forman grandes vórtices toroidales en el flujo, apilados uno encima del otro. Estos son los vórtices de Taylor. Si bien la mecánica de fluidos del flujo original es inestable cuando {\displaystyle \mathrm {Ta} >\mathrm {Ta_{c}} }, el nuevo flujo, llamado flujo de Taylor-Couette, con los vórtices de Taylor presentes, es en realidad estable hasta que el flujo alcanza un número de Reynolds grande, momento en el que el flujo pasa a un flujo de "vórtice ondulado" inestable, presumiblemente indicando la presencia de inestabilidades no simétricas.
El problema matemático idealizado se plantea eligiendo un valor particular de {\displaystyle \mu }, {\displaystyle \eta }, y {\displaystyle \mathrm {Ta} }. Como {\displaystyle \eta \rightarrow 1} y {\displaystyle \mu \rightarrow 1} desde abajo, el número crítico de Taylor es {\displaystyle \mathrm {Ta_{c}} \simeq 1708}

## Experimento circular de Couette de Gollub-Swinney
En 1975, J. P. Gollub y H. L. Swinney publicaron un artículo sobre la aparición de turbulencias en un fluido en rotación. En un sistema de flujo Taylor-Couette, observaron que, a medida que aumenta la velocidad de rotación, el fluido se estratifica en una pila de "rosquillas fluidas". Con mayores aumentos en la tasa de rotación, las rosquillas oscilan y se retuercen y finalmente se vuelven turbulentas. Su estudio ayudó a establecer el escenario de Ruelle-Takens en turbulencia, que es una contribución importante de Floris Takens y David Ruelle para comprender cómo los sistemas hidrodinámicos pasan de patrones de flujo estables a turbulentos. Si bien el factor principal que rige esta transición es el número de Reynolds, existen otros factores de influencia importantes: si el flujo está abierto (lo que significa que hay un lateral ascendente y descendente) o cerrado (el flujo está lateralmente ligado; por ejemplo, giratorio), y delimitado (influenciado por efectos de pared) o ilimitado (no influenciado por efectos de pared). Según esta clasificación, el flujo de Taylor-Couette es un ejemplo de un patrón de flujo que se forma en un sistema de flujo cerrado y acotado.